# آوراموفکا
آوراموفکا (به لاتین: Avramovka) یک منطقهٔ مسکونی در روسیه است که در استان آمور واقع شده‌است.